# Івуарійсько-чилійські відносини
Івуарійсько-чилійські відносини — двосторонні дипломатичні відносини між Кот-д'Івуаром та Чилі.

## Історія
Дипломатичні відносини між країнами встановлені 8 березня 1979 року. У 1985 році послом Чилі в Кот-д'Івуарі був призначений Луїс Вінтер, який обіймав цю посаду до 1991 року. З того часу Чилі не призначала нових послів в Кот-д'Івуар.

## Дипломатичні представництва
- Посол Чилі в Гані також акредитований у Кот-д'Івуарі[3].
- Посол Кот-д'Івуара у Бразилії також акредитований у Чилі[3]. Крім того, Кот-д'Івуар має почесне консульство в Сантьяго[4].